# 阿里薩比耶機場
阿里薩比耶機場位於吉布提阿里薩比耶。

## 備註
1. ↑  .   [2009-03-08]. （原始内容存档于2016-03-04）.